# Karl Holzinger
Karl John Holzinger (ur. 9 sierpnia 1892 w Waszyngtonie, zm. 15 stycznia 1954 w Chicago) – amerykański psycholog, psychometra i statystyk. 
Jeden z pionierów analizy czynnikowej. Wykładowca na University of Chicago, wiceprzewodniczący American Statistical Association in (1933) i przewodniczący Psychometric Society (1940).